# ビコム
ビコム株式会社（VICOM INC.）とは福岡県久留米市梅満町15-8に本社を置くBlu-ray・DVD・ビデオソフトの制作・販売活動を行う会社である。とりわけ鉄道関連のブルーレイ・DVDソフトにおいては、日本国内でシェア1位を占める。

## 企業概要
テレビ局のカメラマンだった山下豊が独立して創業した。昭和末期、国鉄分割民営化に伴い赤字路線の廃線が進む中、山下は九州の鉄道を映像で残すことを思いつき、撮影した映像を販売したところ、一定の需要があることに気づいた。以来、鉄道関連の映像ソフトを毎月複数タイトル発売しており、東京商工リサーチの2007年1月及び2010年1月発表のデータによるとそうした鉄道関連の映像ソフトのシェアは日本国内で1位である。当然、日本中の鉄道路線や列車の映像を多数保有し、この分野でも日本一と思われる。
鉄道関連の映像の他にも、本格的ヒーリングソフト「リラクシーズ」の制作や、自治体・学校・企業等からの依頼による映像制作も行っており、製作から販売までを一貫して行う、九州で唯一の映像ソフト出版社でもある。
こうした映像の撮影・編集設備はすべてHD仕様で、その設備はプロダクションとしては九州でもトップクラスである。もともと九州に拠点があることから、映像制作を大都市圏の業者に外注できないという弱みを補うために、撮影機材を自前で調達し、技術者を育成した。そのため、現在の作品は過去のライブラリーを除きすべてHDで制作されている。また幅広い販売網を持っている事も大きな特徴で制作したブルーレイやDVDは全国のDVD店、書店、家電量販店、模型店、百貨店などで販売している。前述のように書店でも扱っているためJANコードは1段のみのものと書籍用の2段のものがパッケージに記載されている。ビデオの制作と販売を同じ会社で行うのは珍しく、九州ではここだけである。設備面での特徴は、Blu-rayやDVDのオーサリングシステムを自前で持っている点がある。制作会社がこれらを自前で持っている例は日本国内でも珍しく、九州で唯一の存在である。また、映画やCMに使用されるPanasonicのハイエンドHDカメラVARICAMの3700Gを2台と27Hの合計3台保有している。特に新型3700GはフルHDで超高画質のため、リラクシーズや鉄道展望作品の収録に使われている。またPanasonicの3D専用カメラも保有している。音の分野では5.1chサラウンドに対応し、ロスレスのDTS-HDマスターオーディオやドルビーサラウンドに対応するスタジオを有している。
社名の「ビコム」は「Visual Communication」の略（英字表記「VICOM」）。

## トピックス
2009年3月7日に発売した0系新幹線引退記念の『0の記憶』（静岡朝日テレビが制作協力）ブルーレイ版がギネス世界記録に認定された。この作品はブルーレイで2枚組という収録時間の長い作品だがこれに収録されている新大阪から博多南までの展望映像は5時間37分33秒でしかも1枚のディスクにノーカットで収録されており、ノーカット映像の世界最長記録としてギネスに認定された（2009年7月2日発表）。
鉄道ビデオマガジンの『レイルリポート』は、1988年から続く長寿マガジン。2006年には100号を迎え、2010年4月現在120号である。
キッズ向けBD/DVDソフトは『たのしいでんしゃ』『はしれ・でんしゃ』などのシリーズが1991年以来数多く発行され、特にキャラクターの「けん太君と鉄道博士」は子どもたちに人気がある。現在のキャラクターはアニメだが、最初の数作は人形だった。最近では、アニメ声優の野中藍が「さっちゃん」役で登場する作品もある。
「ブルーレイ展望」及び「ワイド展望」シリーズにおいては、道中ですれ違う列車名（特急・新幹線の場合は愛称名を、普通・快速・準急・準快・貨物列車の場合は列車番号をそれぞれ表示）、撮影列車の運行ルート上にある橋梁・トンネル名や分岐・合流・交差路線名・廃線跡および旧線跡名称をほぼ全て字幕表示している。
さらに各作品には地元福岡で活躍するタレントやフリーアナウンサーもナレーターとして多数出演している（ナレーション録音では「中央録音システム」と提携。但し「ブルーレイ展望&ワイド展望」シリーズはナレーションなしで字幕表示のみ）。
なお各作品を制作・発売するにあたっては（著作権法や商標法などに基づく）取材許可及び商標使用許諾を各鉄道事業者より得ており、各作品のジャケットには「当該鉄道事業者より商品化許諾済（又は承認済）」の文言が添えられている。東海旅客鉄道（JR東海）と京王電鉄は会社方針により取材許可及び商標使用許諾を得られなかったことから発売されていなかったが、後者は2017年発売の京王全線、前者は2024年発売（撮影は2023年）の特急南紀の展望作品において許諾が取られている。

## 沿革
- 1980年（昭和55年）：ビデオ制作会社として久留米市大石町で創業。
- 1983年（昭和58年）：法人化（資本金300万円）、社名をビコム株式会社とする。
- 1985年（昭和60年）：初の鉄道ビデオソフト『九州の鉄道』を発売。
- 1988年（昭和63年）：日本初の鉄道ビデオマガジン『レイルリポート』が創刊
- 1991年（平成3年）：業務拡張の為現在地に移転。キッズビデオの初代『たのしいでんしゃ』と鉄道ビデオマガジン「日本列島列車大行進」が発刊（「日本列島列車大行進」は年に一度、毎年12月上旬発売）。
- 1992年（平成4年）：資本金を1,000万円に増額。
- 2000年（平成12年）：DVD規格フル対応のDVDオーサリングシステムを導入（九州初）、初のDVD作品は『列車ファイル新幹線』が発売。
- 2001年（平成13年）：新社屋完成。
- 2002年（平成14年）：海外から映像輸入のために高品質のテレビ方式変換システムを導入。
- 2004年（平成16年）：この年からHD（ハイビジョン）システムを順次導入。主要作品はハイビジョン撮影となる。
- 2006年（平成18年）：映画制作用の「VARICAM（パナソニック製）」を導入。ヒーリングソフト・リラクシーズがスタート。
- 2008年（平成20年）
  - 首都圏以外で初導入といわれる業務用ブルーレイオーサリングシステムを導入。
  - 7月21日 本格鉄道ブルーレイソフトを販売開始（日本初）、最初の作品は『0系こだま』。
  - 12月 フルHDの新型カメラ「VARICAM」を導入。
- 2009年（平成21年）
  - Blu-ray作品のリリースが本格化する。
  - 3月12日 テレビ西日本の報道番組『TNCスーパーニュース』で福岡の元気企業として紹介される。
  - 6月 「0の記憶」Blu-ray版がギネス世界記録に認定される[2]。
  - 10月15日 福岡放送の報道番組『めんたいワイド』で世界一企業として紹介される。
  - 12月18日 福岡放送の番組『夢∞無限大FUKUOKA』で紹介される。
- 2010年（平成22年）
  - 1月 鉄道映像の国内シェアがナンバーワンと東京商工リサーチが発表。
  - 2月18日 第2回DEGジャパンアワード/ブルーレイ大賞ベスト高画質賞ビデオ部門を受賞。
  - 3月
    - フルHDカメラ「VARICAM-3700G」2台目を導入。
    - 発売中のBlu-ray作品のタイトル数が25作となる。

  - 4月14日 福岡放送の報道番組『めんたいワイド』で福岡の元気企業として紹介される。
  - 8月26日 創業30周年記念として、引退直前のキハ58形・キハ65形の2両を貸し切った「ビコム展望撮影バックステージツアー号」を 久大本線久留米−大分間で走らせた。
- 2011年（平成23年）1月5日：RKB毎日放送の報道番組『今日感テレビ』でシェア日本一企業として紹介される。
- 2016年（平成28年）3月： Panasonic VARICAM35を導入。
- 2021年（令和3年）2月21日：当社初のCDソフトとして、『185系 特急踊り子 小田原～東京』が発売される。

## 主な製品
後述の2016年導入の「リラクシーズ」に続き、鉄道展望作品でも2017年に4K UHD（3840×2160 60fps）を導入している。また、4K撮影でもフルハイビジョン作品 1920×1080p（60p）でダウンコンバートを導入している作品もある。

### 鉄道関連
Blu-ray
- ブルーレイ展望
- 『日本列島 列車大行進』BD
- 鉄道プロファイルBD
- 想い出の中の列車たちBD

など
Ultra HD Blu-ray
- 「東京モノレール ≪デイ&ナイト≫モノレール浜松町-羽田空港第2ビル 2往復 」

VARICAM35撮影4K作品 3840×2160p 16:9　2017年制作
- 「叡電 もみじのトンネルへ【4K・HDR】」

4K作品 3840×2160p  16:9　2017年撮影・2018年発売
DVD
- 鉄道ビデオマガジン『レイルリポート』（隔月刊）
- 『日本列島 列車大行進』シリーズ
- ワイド展望シリーズ
- 鉄道プロファイルシリーズ
- 鉄道アーカイブシリーズ
- 海外鉄道シリーズ
- 想い出の中の列車たちシリーズ
- 埋もれた轍シリーズ
- キッズビデオ『たのしいでんしゃ』

#### レイルリポート
レイルリポートは日本で唯一の鉄道分野でのビデオマガジン。ビコム株式会社が発行していた。略称はRR。
創刊は1988年（昭和63年）6月。最初は不定期刊であったが、14号より偶数月の隔月刊となった。2006年12月には100号を迎え、2010年12月、124号を最後に隔月刊としての発行を終了。2011年以降は不定期刊に戻ったものの、2012年6月の126号を発行を最後に以降は予告無しの突然の休刊となった。
創刊当時はVHS版とベータマックス版があった。65号からはDVD版が登場した。101号からはDVD版のみ発行され、126号ではBD版も発行されている。

#### 日本列島 列車大行進
日本列島 列車大行進（にほんれっとう れっしゃだいこうしん）は、鉄道ビデオメーカービコムが制作発行するBlu-ray DiscおよびDVDの年刊。
日本列島列車大行進は1991年12月に最初のバージョン「日本列島列車大行進1992」が発売となった。この作品は当時ビコムがレイルリポート取材時に撮り溜めていた列車の映像を、北から繋いでみたらおもしろそうだという遊び心で出来た作品といわれている。しかし、この作品は大ヒットし、以来、毎年発行の年刊となった。映像で日本全国の鉄道を網羅した日本初のビデオソフトである。
最初はVHS版のみで、2000年版からはDVD版が登場、2009年版からはBlu-ray Disc版も登場した。
内容は、全国の鉄道路線の列車の走行シーンを集めた物で、150から190程度の列車が登場する。毎年趣向を凝らしており、初期の作品を除き毎年撮り下ろし映像で制作されている。2009年版で18作目、つまり18年間続く長寿ビデオシリーズと言う事になる。このシリーズには、このほか地方別や車両別、貨物列車や消えた列車まである。
初期のVHS版はナレーション無しで内容の解説書が添付されていたが、現在発売中のBD/DVD版は（解説書添付を廃止した代わりに）全てナレーション入りとなっており、その種類・有無はメニュー画面で選択可能（「通常版ナレーション付き」・「キッズ版ナレーション付き」・「現地音のみ」・「現地音+BGMのみ」の4種類から選択可。但し「映像特典」は音声選択機能無しで、現地音のみの項もあり）。また初期作品の収録時間は1時間だったが、現在発売中のBD/DVD版は約2時間となっている（映像特典は約10-30分。2012年版よりBD版は映像特典項目がDVD版より増加）。なお初期作品のうち第一号（1992年版）から2000年版まではDVD版として復刻され、「日本列島列車大行進リバイバルPart1〜3」として発売されている（各作品DVD3枚組）。
姉妹作品として「れっしゃだいこうしんキッズベスト版」も発売されており、こちらは当作品の内容を幼児向けに再編集したうえで30分 - 1時間（通常版より半分の収録時間）に凝縮している（DVD版のみ発売）。
2017年2月18日には、映画館向けに再編集を施した「劇場版 列車大行進 -日本を駆ける列車たち-」（げきじょうばん れっしゃだいこうしん にほんをかけるれっしゃたち）がイオンシネマで公開された。沢城みゆきがナビゲーターを務める。
- 日本列島列車大行進1992
- 日本列島列車大行進'93
- 日本列島列車大行進'94
- 日本列島列車大行進'95
- 日本列島列車大行進'96
- 日本列島列車大行進'97
- 日本列島列車大行進'98
- 日本列島列車大行進'99
- 日本列島列車大行進2000
- 日本列島列車大行進2001
- 日本列島列車大行進2002
- 日本列島列車大行進2003
- 日本列島列車大行進2004
- 日本列島列車大行進2005
- 日本列島列車大行進2006
- 日本列島列車大行進2007
- 日本列島列車大行進2008
- 日本列島列車大行進2009
- 日本列島列車大行進2010
- 日本列島列車大行進2011
- 日本列島列車大行進2012
- 日本列島列車大行進2013
- 日本列島列車大行進2014
- 日本列島列車大行進2015
- 日本列島列車大行進2016
- 日本列島列車大行進2017
- 日本列島列車大行進2018
- 日本列島列車大行進2019
- 日本列島列車大行進2020
- 日本列島列車大行進2021
- 日本列島列車大行進2022
- 日本列島列車大行進2023
- 日本列島列車大行進2024

### リラクシーズ
リラクシーズ（英: Relaxes）は、ビコムが制作するヒーリング&リラクゼーション用のBGV（バックグラウンドビデオ）ソフト。Blu-ray版とDVD版がある。2016年発売以降はUltra HD Blu-ray版のリリースが中心である。
- 4K Relaxes（Ultra HD Blu-ray版）
- フルHDリラクシーズ（Blu-ray版）
- リラクシーズBD（Blu-ray版）
- リラクシーズ（DVD版）

#### 概要
同様のBGVソフトとしては、ポニーキャニオンのvirtual tripや、BMG JAPANのV-musicなどがある。
それぞれに特徴があり、virtual tripは種類の多さと独特のカメラワーク、V-musicはNHKのハイビジョン映像を使い音楽で構成するなど、特徴を生かした作品作りが行われている。
一方リラクシーズは、リラクセーションを意識した独自な構成と画質で特徴を出している。ほとんどすべてがハイビジョンの撮り下ろし映像であるが、「Train Window 旅の車窓」だけがハイビジョン作品ではない。これはビコムは元々鉄道映像ソフトのメーカーであり、その取材時の素材を使ったためと思われる。
リラクシーズの特徴の一つとして、撮影にパナソニックのVARICAMを使った作品が多いことが挙げられる。これは映画やCMに使われるビデオカメラ（ちなみに映画「男たちの大和」はVARICAM27Hで作られた）で、通常のカメラよりラティチュードが格段に広く色飛びや暗部の潰れが少なく、暗さにも強く夜景等も肉眼に近い明るさで撮影できるのが特徴。また30pプログレッシブ撮影のため60iインターレースのvirtual tripやV-musicとは随分違った雰囲気がある。
なお、「Healing Islands OKINAWA  〜竹富島・西表島〜」と「Healing Islands ヒーリングアイランド 石垣島・竹富島」は、制作年も違う別作品である。

#### 受賞・トピックス
フルHDリラクシーズ『Healing Islands OKINAWA 〜竹富島・西表島〜』ブルーレイ版が、2010年2月18日付で第2回DEGジャパンアワード/ブルーレイ大賞「ベスト高画質賞ビデオ部門」を受賞した。審査ポイントとして「ここまで透明感の高い映像はみたことがないほどだ」と評価されるなど、フルHDの特色を生かした作風が高く評価された。第3回DEGジャパンアワード/ブルーレイ大賞では『Healing Lslands OKINAWA2 〜宮古島〜』が「審査員特別賞」を受賞。第4回DEGジャパンアワード/ブルーレイ大賞では『Healing Islands OKINAWA3 〜沖縄本島〜』が「ベスト高画質賞（ビデオ・TV・ドキュメンタリー・音楽部門）」で受賞。第5回DEGジャパンアワード/ブルーレイ大賞では『Healing Islands OKINAWA4　〜石垣島〜』が「ベスト高画質賞企画映像部門」で受賞。第11回「日本ブルーレイ大賞」では『世界自然遺産　小笠原　〜ボニンブルーの海〜』が「高画質賞（Ultra HDブルーレイ部門）」を受賞している。
またこれより先、オーディオ・ビジュアルの専門雑誌『HiVi』2010年1月号（ステレオサウンド社発行）ではBD QUALITY CHECKで『Healing Islands OKINAWA 〜竹富島・西表島〜』ブルーレイ版が画質、音質共に高得点を獲得、「今月の必見・必聴ディスク」の第1位として評価されている。

#### 作品

##### Blu-ray版中心
- 「夜景 -Wonderful Night View- 函館 小樽 神戸 関門海峡 長崎 横浜」Blu-ray版 DVD版

VARICAM27H撮影ハイビジョン作品 720p（30p） 16:9　2006年制作
- 「Healing Islands Oahu HAWAII〜ハワイオアフ島〜」 Blu-ray版 DVD版

VARICAM3700G撮影フルハイビジョン作品 1920×1080p（30p） 16:9　2009年制作
- 「Healing Islands OKINAWA  〜竹富島・西表島〜」 Blu-ray版 DVD版

VARICAM3700G撮影フルハイビジョン作品 1920×1080p（30p） 16:9　2009年制作
- 「Healing Islands OKINAWA2 〜宮古島〜」　Blu-ray版

VARICAM3700G撮影フルハイビジョン作品 1920×1080p（30p） 16:9　2010年制作
- 「RELAXING　VIEW　OKINAWA 〜沖縄本島のビーチ〜」　Blu-ray版

フルハイビジョン作品 1920×1080p  16:9　2011年制作
- 「Healing Islands OKINAWA3 〜沖縄本島〜」　Blu-ray版

VARICAM3700G撮影フルハイビジョン作品 1920×1080p（30p） 16:9  2011年制作
- 「Healing Islands OKINAWA4 〜石垣島〜」　Blu-ray版

VARICAM3700G撮影フルハイビジョン作品 1920×1080p（30p） 16:9　2011年制作
- 「Heal in Kyushu　阿蘇 森のささやき」　Blu-ray版

フルハイビジョン作品 1920×1080p  16:9　2013年制作
- 「FEEL THE NATURE -AURORA-」　Blu-ray版

アラスカ州ブルックス山脈撮影、フルハイビジョン作品 1920×1080p  16:9　2015年制作
- 「FEEL THE NATURE -TAHITI BLUE-」 Blu-ray版

ツアモツ諸島撮影、フルハイビジョン作品 1920×1080p  16:9　2015年制作
- 「Healing Islands OKINAWA 〜BEST BEACH〜」　Blu-ray版

沖縄本島・宮古島・竹富島・西表島・石垣島撮影、フルハイビジョン作品 1920×1080p  16:9　2016年制作

##### Ultra HD Blu-ray版のみ
- 「4K夜景」

VARICAM35撮影4K作品 3840×2160p（最大100Mbps）  16:9　2016年制作
- 「宮古島 〜癒しのビーチ〜」

ソニー製 CineAlta 4Kカメラ「F65」撮影4K作品・三研マイクロホン CO-100K使用 3840×2160p（最大108Mbps） 16:9　2016年制作
- 「彩（IRODORI）にっぽん 4K HDR紀行 Vol.1」

4K作品 3840×2160p（最大100Mbps）  16:9　2017年制作
- 「世界自然遺産 小笠原 〜ボニンブルーの海〜」

4K作品 3840×2160p（最大100Mbps）  16:9　2018年制作

##### 鉄道映像
- 「トレインビュー Train View 〜レールの先に広がる日本の風景〜」　Blu-ray版

ハイビジョン作品 720p（30p） 16:9　2010年制作

##### DVD版のみ
- 「Healing Islands ヒーリングアイランド 石垣島・竹富島」

VARICAM27H撮影ハイビジョン作品 720p（30p） 16:9　2006年制作
- 「Train Window 旅の車窓」

SD作品  16:9　2007年制作
- 「ステンドグラス 川島政則の世界」

ハイビジョン作品 1080-60i収録 16:9　2006年制作
- 「Healing Drive ヒーリングドライブ 〜阿蘇・くじゅう・湯布院編〜」

ハイビジョン作品 1080-60i収録 16:9　2006年制作
- 「あいねこ」

相島撮影（島内の猫を撮影対象をしている） 16:9 2019年制作